# بيميكروليموس

## __LEAD_SECTION__
بيميكروليموس، الذي يباع تحت الاسم التجاري إليديل، هو دواء يستخدم لعلاج التهاب الجلد التأتبي (الأكزيما) والصدفية.   وهو علاج الخط الثاني بعد الكورتيكوستيرويدات الموضعية.  و يطبق على الجلد على شكل مرهم. 
وتشمل الآثار الجانبية الشائعة له: رد فعل الجلد، و الصداع، و السعال.  قد تشمل المخاوف الأخرى أيضا إمكانية الإصابة بالسرطان و الالتهابات.  و لا ينصح باستخدامه في فترة الحمل بتاتا.  و هو مثبط الكالسينيورين. 

تمت الموافقة عليه للاستخدام الطبي في الولايات المتحدة في عام 2001.  في المملكة المتحدة، يكلف الأنبوب سعة 30 جرامًا هيئة الخدمات الصحية الوطنية حوالي 20 جنيهًا إسترلينيًا اعتبارًا من عام 2021.  و هذا القدر في الولايات المتحدة يكلف حوالي 70 دولارًا أمريكيًا. 